# Эллипсис
Э́ллипсис (от др.-греч. ἔλλειψις — недостаток) в лингвистике — пропуск в тексте или речи элемента предложения, который восстанавливается посредством контекста. 

## Эллипсис как синтаксическая структура

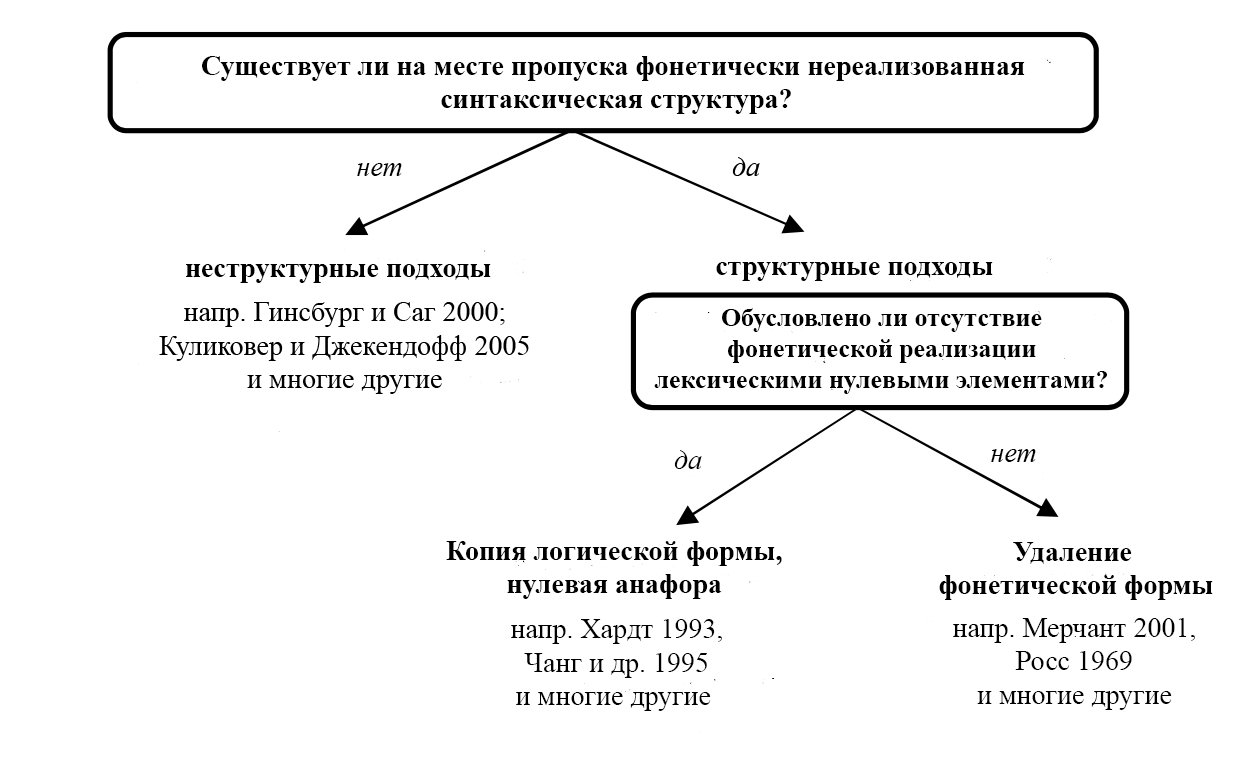
Подходы к рассмотрению эллипсиса как синтаксической структуры

Эллипсис по своей сути представляет собой несоответствие семантической и фонетической реализации: несмотря на фактическое отсутствие в предложении, эллиптические конструкции имеют интерпретацию, и зачастую строго определенную. В связи с этим ведутся обсуждения о предполагаемой синтаксической структуре на месте пропуска. Существует три основных подхода к рассмотрению структурных особенностей эллипсиса:
1. эллиптические конструкции не имеют синтаксической структуры в целом (Гинзбург и Саг 2000[1], Куликовер и Джекендофф 2005[2]);
2. на месте пропуска существует некий нулевой элемент, интерпретация которого представляет собой копию логической формы антецедента (Фиенго и Мей 1994[3], Фортин 2007[4]); синтаксическая форма этого элемента полностью зависит от синтаксиса антецедента;
3. на месте пропуска существует некий элемент, имеющий собственную синтаксическую структуру, которая выражает предполагаемое значение (Мерчант 2001[5]); при этом эта структура не реализуется на фонетическом уровне.

Также есть ряд смешанных подходов, предлагающий рассматривать эллипсис как фонетически нереализованную структуру, лицензируемую антецедентом как на семантическом, так и на синтаксическом уровне.

## Требования к эллиптическим конструкциям
В предложении, содержащем пропуск, должны быть соблюдены два ключевых условия:

### Восстанавливаемость
Элемент предложения может быть опущен лишь при условии, что его значение можно восстановить посредством контекста. Так, произнесенное вне контекста, предложение (1а) будет грамматически неправильным:
(1а) *Я знаю как.
Однако при соблюдении условия восстанавливаемости пропуск допустим:
(1б) Он не может решить задачу, а я знаю как <решить задачу>.

### Лицензирование
Элемент предложения может быть опущен лишь в определенных синтаксических условиях, зависящих от требований к эллипсису в каждом конкретном языке. Так, в английском предложении (2) эллипсис глагольной группы лицензируется вспомогательным глаголом has, в то время как аналогичные структуры во французском языке подобного употребления не допускают:
(2а) Aurélie has already paid but Sébastien hasn’t. 
Орели уже заплатила, а Себастиен — нет.
(2б) *Aurélie a déjà payé, mais Sébastien n’a pas encore

Aurélie has already paid but Sébastien NE.has not yet.

## Примеры
День в тёмную ночь влюблён,

В зиму весна влюблена,

Жизнь — в смерть…

А ты?.. Ты в меня!
— Г. Гейне. Оставь меня!

## Типы эллипсиса

### Эллипсис глагольной группы
Тип эллипсиса, при котором происходит опущение глагольной конструкции. В английском языке является одним из наиболее изученных:
John can play the guitar; Mary <can play the guitar>, too.
He has done it before, which means he will <do it> again.
Одним из аспектов VP-эллипсиса, который отличает его от гэппинга и стриппинга, заключается в том, что он может происходить как вперед, так и назад. То есть эллипсис может предшествовать или следовать за своим антецедентом, например:
The man who wanted to order the salmon did <order the salmon>.
The man who wanted to <order the salmon> did order the salmon.

### Эллипсис именной группы(en:Noun ellipsis)
Тип эллипсиса, при котором опущенным оказывается ведущее существительное в рамках именной конструкции:
Из ваших статей я прочитала только твою <статью>.

### Слусинг(en:Sluicing)
Тип эллипсиса, при котором происходит удаление всего косвенного вопроса кроме вопросительного местоимения:
Тебя кто-то искал, но я не знаю, кто <тебя искал>.

### Стриппинг(en:Stripping (linguistics))
Представляет собой эллиптический механизм, при котором происходит замена удаленной неначальной клаузы фразой (XP) или наречным элементом, зачастую отрицанием.

- Он прочитал «Войну и мир», а она – нет.

- Он прочитал «Войну и мир», а она – «Мастера и Маргариту».

### Фрагментирование, или эллипсис при ответе на вопрос(en:Answer ellipsis)
Тип эллипсиса, представляющий собой односложное предложение, которое используется в основном для ответа на поставленный вопрос.
— Что у нас сегодня на обед?— <У нас сегодня на обед> Суп.

### Гэппинг(en:Gapping)
Тип эллипсиса, при котором удаляется "вершина одной или нескольких неначальных сочиненных составляющих". В английском языке предполагает пропуск глагола-вершины неначальной клаузы, в русском распространяется и на другие части речи.

- Я говорю по-английски, а он — <говорит> по-немецки.

- Марк посадил дерево, а я полил <дерево> водой.

### Псевдогэппинг(en:Pseudogapping)
Тип эллипсиса, при котором происходит частичное удаление элементов глагольной группы – вспомогательного глагола или связки.
Он хочет пойти в кино, но не хочет <пойти> в библиотеку.

### Эллипсис предлога (en:Preposition_stranding)
Тип эллипсиса, при котором происходит опущение предлога:
— Who has he been talking with?— <With> Mary.